# Serpyllopsis
Genre
Serpyllopsis est un genre obsolète de la famille des Hyménophyllacées, mais aussi un sous-genre issu des différentes révisions de la famille. 

## Description
Les principales caractéristiques du genre sont un limbe de petite taille, divisé une fois, avec des nervures réduites et une insertion particulière des frondes dans le rhizome.

## Liste des espèces
La liste des espèces est issue de l'index IPNI - The international plant names index à la date de janvier 2013 :
- Serpyllopsis antarctica Bosch (1859)[1]
- Serpyllopsis caespitosa (Gaud.) C.Chr.
  - Serpyllopsis caespitosa var. densifolia (Phil.) C.Chr. - synonyme : Hymenophyllum densifolium Phil.
  - Serpyllopsis caespitosa var. dusenii (Christ) C.Chr. - synonyme : Hymenophyllum dusenii Christ
  - Serpyllopsis caespitosa var. elongatum (Hook.) C.Chr. - synonyme : Trichomanes caespitosum var. elongatum Hook.
  - Serpyllopsis caespitosa var fernandeziana C.Chr et Skottsb.

## Historique et position taxinomique
Roelof Benjamin van den Bosch crée le genre en 1861 avec l'unique espèce Trichomanes caespitosum (Gaud.) Hook. mais qu'il ne renomme pas.
En 1897, Konrad Hermann Heinrich Christ en fait un sous-genre du genre Trichomanes.
En 1906, Carl Frederik Albert Christensen hésite à en fait un sous-genre du genre Trichomanes. Mais en 1910, il restaure le genre de Roelof Benjamin van den Bosch avec l'unique espèce Serpyllopsis caespitosa et quatre variétés.
En 2006, Atsushi Ebihara et al. replacent l'unique espèce Serpyllopsis caespitosa dans le genre Hymenophyllum, son genre d'origine, et précisent comme sous-genre Hymenophyllum dont ils font une espèce représentative. Le genre Serpyllopsis est donc entièrement synonyme de Hymenophyllum, sous-genre Hymenophyllum.